# Luciano Soprani
Luciano Soprani (Reggiolo, 21 gennaio 1946 – Milano, 23 ottobre 1999) è stato uno stilista italiano.

## Biografia
Nato a Reggiolo nel 1946 da una famiglia di contadini, Luciano Soprani dopo aver studiato agricoltura, scoprì di essere maggiormente interessato al mondo della moda, e nel 1967 iniziò a lavorare presso la casa di moda Max Mara a Reggio Emilia. Rimase lì per quasi otto anni prima di trasferirsi a Milano nel 1974. Come freelancer, Soprani lavorò per diversi marchi come Heliette, Basile, Nazareno Gabrielli e Gucci.
Nel 1982 fondò il proprio marchio, mentre continuava a lavorare anche per Gucci. Nel 1990 lavora come stilista per i costumi del film del 1989 Orchidea selvaggia di Zalman King.
Nel 1992 Soprani interruppe la propria collaborazione con il partner giapponese Onward Kashiyama Co., Ltd., che possedeva il 70% di Luciano Soprani SpA. e con il quale era legato dal 1986. Soprani si dissociò dalla compagnia, mentre entrò in causa per poter utilizzare il marchio che portava il proprio nome.
Morì di cancro in un ospedale di Milano il 23 ottobre 1999. Il venezuelano Dilio Ortigoza, amico di Soprani, ha preso il suo posto come designer della compagnia, in seguito è stato sostituito dal piemontese Alessandro Turci nel 2002. Studio Soprani è stata acquisita dalla società di profumi Satinine Spa, e ribattezzata Luciano Soprani Srl nel gennaio 2006.